# Кашина Вискано Суп. Кашина Путето (Торино)
Кашина Вискано Суп. Кашина Путето је насеље у Италији у округу Торино, региону Пијемонт.
Према процени из 2011. у насељу је живело 27 становника. Насеље се налази на надморској висини од 237 м.